# Kangaamiut
Kangaamiut (anteriormente conhecido como: Gammel Sukkertoppen) é um assentamento no município de Qeqqata, centro-oeste da Gronelândia. Em 2010 tinha 357 habitantes.

## Geografia
Kangaamiut está situada numa ilha, na costa do Estreito de Davis, entre 2 fiordes.

## História
O assentamento foi fundado em 1782.

## População
Kangaamiut sofreu um acentuado declínio na sua população. Em relação a 1990, perdeu mais de um terço da sua população.